# Masîkiv, Șostka
Masîkiv (în ucraineană Масиків) este un sat în așezarea urbană Voronij din raionul Șostka, regiunea Sumî, Ucraina.

## Demografie
Componența lingvistică a localității Masîkiv
     Ucraineană (98,31%)
     Rusă (1,69%)
Conform recensământului din 2001, majoritatea populației localității Masîkiv era vorbitoare de ucraineană (98,31%), existând în minoritate și vorbitori de rusă (1,69%).